# 고쇼 (텔레비전 프로그램)
《고쇼》(Go Show)는 2012년에 고현정이 진행한 SBS의 심야 텔레비전 토크 쇼다.

## 에피소드
| 회차 | 방송일    | 부제                       | 출연자                                                         |
| ---- | --------- | -------------------------- | -------------------------------------------------------------- |
| 1    | 4월 6일   | 나쁜 남자 전성시대         | 조인성, 천정명, 길                                             |
| 2    | 4월 13일  | 타락천사                   | 김제동, 김C, 김수로                                            |
| 3    | 4월 20일  | 초능력자                   | 빅뱅                                                           |
| 4    | 4월 27일  | 신사의 품격                | 김준호, 김준현, 붐, 하하                                       |
| 5    | 5월 4일   | 신사의 품격                | 김준호, 김준현, 붐, 하하                                       |
| 6    | 5월 11일  | 형님이 돌아왔다            | 안문숙, 박해미, 김완선                                         |
| 7    | 5월 18일  | 욕망의 화신                | 조여정, 김민준, 김동욱, 박철민                                 |
| 8    | 5월 25일  | 기적의 보이스              | 백지영, 박정현, 김범수, 아이비                                 |
| 9    | 6월 1일   | 기적의 보이스              | 백지영, 박정현, 김범수, 아이비                                 |
| 10   | 6월 8일   | 세기의 천재                | 윤도현, 김종민, 이준, 황광희                                   |
| 11   | 6월 15일  | 감수성의 제왕              | 이경실, 김응수, 이종혁, 조권                                   |
| 12   | 6월 22일  | 감수성의 제왕              | 이경실, 김응수, 이종혁, 조권                                   |
| 13   | 6월 29일  | 미남이시네요               | 성동일, 유해진, 이문식                                         |
| 14   | 7월 6일   | 간 큰 남자                 | 지석진, 황정민, 김태원                                         |
| 15   | 7월 13일  | 화려한 싱글                | 윤여정, 최화정                                                 |
| 16   | 7월 20일  | 생존의 법칙                | 김병만, 리키김, 박시은, 류담, 노우진                           |
| 17   | 7월 27일  | 쇼타임                     | 박칼린, 싸이                                                   |
| 18   | 8월 17일  | 역전의 명수                | 양학선, 김장미, 최병철, 신아람, 김지연, 김재범, 송대남, 조준호 |
| 19   | 8월 24일  | 천생여자                   | 임재범, 바비킴, 이홍기                                         |
| 20   | 8월 31일  | 승부사                     | 임창정, 김정난, 최다니엘                                       |
| 21   | 9월 7일   | 튀어야 산다                | 송대관, 태진아, 지오, 이종현, 서인국, 정은지                   |
| 22   | 9월 14일  | 철없어서 미안해            | 이외수, 타이거 JK, 이윤석                                      |
| 23   | 9월 21일  | 너무합니다                 | 노사연, 이성미, 지상렬, 박기웅                                 |
| 24   | 9월 28일  | 허당만세                   | 정겨운, 송은이, 박소현, 장윤정                                 |
| 25   | 10월 5일  | 본능적으로                 | 박정철, 노우진, 신봉선, 정진운, 고우리                         |
| 26   | 10월 12일 | 본능적으로                 | 박정철, 노우진, 신봉선, 정진운, 고우리                         |
| 27   | 10월 19일 | 유혹의 달인                | 조성하, 이기영, 서영희                                         |
| 28   | 10월 26일 | 욱해도 좋아                | 조재윤, 박진희, 최정윤, 윤형빈                                 |
| 29   | 11월 2일  | 위험한 소녀                | 가인, 아이유, 수지                                             |
| 30   | 11월 9일  | 끝판왕                     | 이정현, 김원준, 김지영, 김다현                                 |
| 31   | 11월 23일 | 기적의 보이스 2            | BMK, 케이윌, 이수영, 김태우, 예성                              |
| 32   | 11월 30일 | 사춘기                     | 윤상, 윤하, 이승환                                             |
| 33   | 12월 7일  | 세상 어디에도 없는 센 사람 | 조혜련, 광희, 정주리, 김재경                                   |
| 34   | 12월 14일 | 수컷의 향기                | 씨엔블루                                                       |
| 35   | 12월 21일 | 새로운 출발                | 현영, 박은지, 전현무, 붐                                       |

## 결방
- 2012년 8월 3일 - 2012년 하계 올림픽 중계 편성
- 2012년 8월 10일 - 2012년 하계 올림픽 중계 편성
- 2012년 11월 16일 - <희망TV SBS> 6부 편성